# Kloster Imbramowice

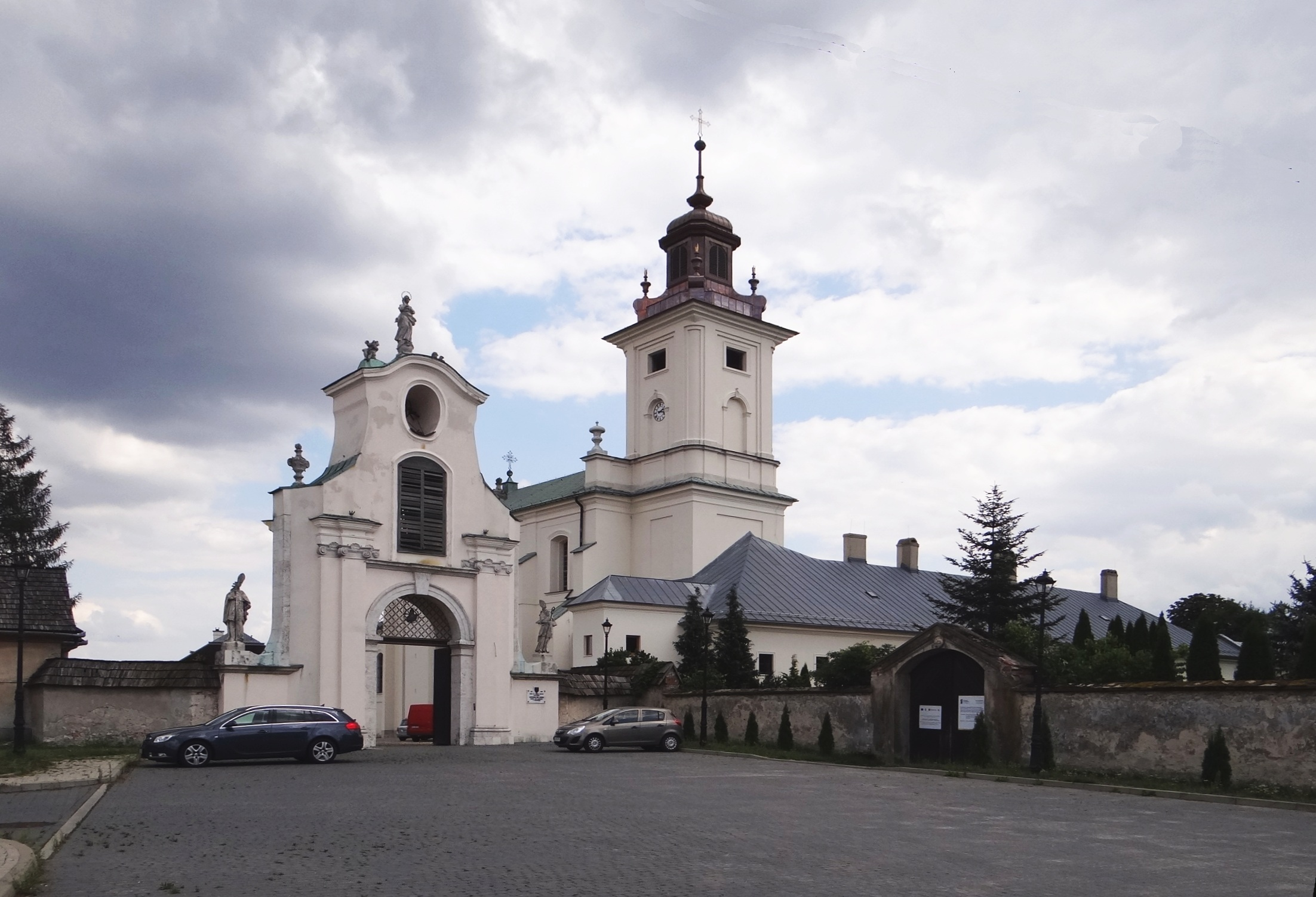
Kloster Imbramowice mit Klostertor

Das Kloster Imbramowice (polnisch: Klasztor w Imbramowicach) ist ein Prämonstratenserinnenkloster. Es liegt in Imbramowice in der Woiwodschaft Kleinpolen.

## Geschichte
Das Kloster Imbramowice und die Klosterkirche Peter-und-Paul wurden 1226 vom Krakauer Bischof Iwo Odrowąż gestiftet. 1260 wurde das Kloster von den Tataren zerstört und danach im gotischen Stil wieder aufgebaut. Weitere Umbauten erfolgten im Stil des Barock durch Kacper Bażanka, Antoni Frączkiewicz und Wilhelm Italiano im frühen 18. Jahrhundert.